# Maestro della natura morta Acquavella
Le Maestro della natura morta Acquavella (« Maître de la nature morte Acquavella » en italien) est un peintre italien anonyme  qui fut actif dans la première moitié du XVIIe siècle à Rome.

## Attribution
Maestro della natura morta Acquavella   est le nom donné à un peintre actif dans la première moitié du XVIIe siècle à qui l'on attribue à partir d'un profil stylistique et d'éléments communs ou similaires, certaines œuvres de natures mortes restées anonymes.
L'epithète  de la nature morte Acquavella  provient du tableau éponyme représentant une nature morte avec des fruits et des fleurs (autrefois à la galerie Acquavella, New
York)  dont on ne connaît pas l'auteur et qui sert de base pour les attributions successives.
Ce peintre fait partie des principaux émules du Caravage à Rome[réf. nécessaire].

## Œuvres
- Vase de fleurs et fruits, huile sur toile.
- Nature morte de fruits avec des grappes de raisin, des coings, une pastèque et des grenades, huile sur toile, collection privée, Londres.
- Nature morte de fleurs et de fruits, huile sur toile.

## Sources
- x